# Glory to the Brave
Glory to the Brave er heavy metalbandet HammerFalls debutalbum som blev udgivet i 1997. Det var deres første album trods at bandet havde været til siden 1993 hvor de mest optrådte på de lokale scener og til konkurrencer. "Steel Meets Steel" var komponeret af Oscar Dronjak inden bandet overhovedet blev til. Albummet blev først udgivet gennem det hollandske pladeselskab Vic Rocords men senere købte Nuclear Blast rettighederne.
Dette er også det første album hvor bandets ridder-maskot Hector dukker op på CD-omslaget.

## Spor
1. "The Dragon Lies Bleeding" – 4:22
2. "The Metal Age" – 4:28
3. "HammerFall" – 4:47
4. "I Believe" – 4:53
5. "Child of the Damned" – 3:42
6. "Steel Meets Steel" – 4:02
7. "Stone Cold" – 5:43
8. "Unchained" – 5:38
9. "Glory to the Brave" – 7:20
10. "RavenLord (Bonus Track)" – 3:31

## Musikere
- Joacim Cans – Vokal & baggrundsharmoni
- Oscar Dronjak – Guitar & bagvokal
- Fredrik Larsson – Bas & bagvokal
- Glenn Ljungström – Guitar
- Patrik Räfling – Trommer